# Curaçao Grand Prix 1985
Der Curaçao Grand Prix 1985 war ein Automobilrennen, das am 13. Oktober 1985 auf der Karibikinsel Curaçao veranstaltet wurde. Es war nach dem Reglement der Formel 3000 ausgeschrieben, zählte aber nicht zur Formel-3000-Meisterschaft, die zum Zeitpunkt dieses Rennens bereits abgeschlossen war. Es war das erste von insgesamt sechs meisterschaftsfreien Rennen in der Geschichte der Formel 3000. Die Fahrer hatten erhebliche Probleme mit dem sehr rutschigen Belag des engen Straßenkurses; der Sieger John Nielsen bezeichnete die Idee, auf dieser Strecke ein Autorennen abzuhalten, als verrückt.

## Hintergrund

### Entstehungsgeschichte
Mit Ablauf des Jahres 1984 war die Formel-2-Europameisterschaft als höchste Motorsportklasse unterhalb der Formel 1 eingestellt worden. Sie wurde ab 1985 durch die Formel 3000 ersetzt. Ziel der Neustrukturierung war es, eine Weiterverwendung der 3,0 Liter großen Saugmotoren zu ermöglichen, die bislang in der Formel 1 eingesetzt, dort aber durch die zunehmende Verbreitung von 1,5 Liter großen Turbomotoren obsolet geworden waren.
Der Rennkalender der ersten europäischen ersten Formel-3000-Saison ähnelte dem der letzten Formel-2-Jahre; diverse britische, italienische, französische und deutsche Rennstrecken, auf denen zuvor Formel-2-Rennen ausgetragen worden waren, fanden sich 1985 auch in der Formel 3000 wieder. Der Rennkalender umfasste 12 Meisterschaftsläufe, von denen tatsächlich nur 11 ausgetragen wurden, denn das Rennen auf dem Nürburgring – der einzige deutsche Lauf des Jahres – musste wegen Schneefalls kurzfristig abgesagt werden. Die Rennen mit Meisterschaftsstatus fanden ausschließlich auf europäischen Strecken statt.
Drei Wochen nach dem letzten Meisterschaftslauf fand auf Curaçao das einzige außereuropäische Formel-3000-Rennen statt. Es war ein Einladungsrennen, das keinen Einfluss auf die Meisterschaft hatte, denn Christian Danner stand bereits als erster Formel-3000-Meister fest. Die Organisatoren verfolgten die Absicht, mittelfristig in den Rennkalender der Formel 1 aufgenommen zu werden. Das für Oktober 1985 vorgesehene Formel-3000-Rennen sollte ein erster Schritt auf dem Weg dorthin sein und zugleich das Potential der Stadt als Austragungsort eines Formel-1-Grand-Prix belegen.
Diese Pläne scheiterten. Es kam in der Folgezeit weder zu einem Formel-1-Lauf auf Curaçao noch ergab sich auch nur eine Neuauflage des Formel-3000-Rennens. Das lag in erster Linie am schlechten Zustand der Strecke: Um als Formel-1-Kurs akzeptiert zu werden, hätte der Kurs umfassend renoviert oder neu gestaltet werden müssen. Dazu fehlte den Organisatoren das Geld.

### Strecke
Das Rennen wurde in Willemstad, der Hauptstadt Curaçaos, auf dem Willemstad Street Circuit gefahren. Es war keine permanente Rennstrecke, sondern ein temporärer Stadtkurs. Die Straßen, die für das Rennen genutzt wurden, standen ansonsten dem öffentlichen Verkehr zur Verfügung. Die Streckenführung erinnerte Beobachter an den Caesars Palace Grand Prix Circuit, einen Parkplatzkurs, auf dem die Formel 1 zu Beginn der 1980er-Jahre einige Male den Großen Preis von Las Vegas abgehalten hatte. John Nielsen, der Sieger des Willemstad-Rennens, beklagte den schlechten Zustand des Asphalts. Die Strecke war eng und bot nur wenige Überholmöglichkeiten. Der Belag war sehr uneben und laut John Nielsen „extrem rutschig von all dem Öl, das aus den amerikanischen Autos auf die Straße getropft ist.“ Um die Haftung zu erhöhen, hätten die Teams zunächst Regenreifen verwendet; im Rennen seien sie dann mit Qualifikationsreifen gefahren. Die Idee, auf dem Willemstad Street Circuit zu fahren, hielt Nielsen für „verrückt“ (mad).

### Teams und Fahrer
Zum Rennen waren 10 Teams mit 20 Fahrern gemeldet. Mit Ausnahme des französischen Teams AGS erschienen alle Rennställe, die regelmäßig an der Formel-3000-Saison 1985 teilgenommen hatten. Üblicherweise setzte jedes Team zwei Fahrer ein; nur Onyx und Sanremo Racing erschienen mit jeweils drei Fahrern. Genoa Racing, Roger Cowman Racing und Eddie Jordan Racing brachten nur ein Auto an den Start, hinzu kam der US-amerikanische Rennfahrer Eric Lang, der als Privatier ein Auto für sich meldete.

## Rennen
Das Rennen fand am 13. Oktober 1985 statt. Es ging über 58 Runden zu je 3,55 km und hatte eine Gesamtdistanz von 205,9 km. Alle Fahrer waren zur Rennteilnahme qualifiziert. Polesetter Mike Thackwell (Ralt-Werksteam) nahm nicht am Rennen teil, da sein Wagen infolge eines Elektrikdefekts zu Beginn der Aufwärmrunde stehenblieb.
In den ersten vier Runden führte Ivan Capelli das Feld an, der von Position zwei ins Rennen gegangen war; dann wurde er von John Nielsen überholt, der die Führung bis zum Rennende nicht mehr abgab. Im Laufe des Rennens kam es zu zahlreichen Unfällen. Stefano Livio (Corbari Italia) prallte in Runde 37 gegen eine Betonmauer am Pistenrand. Zwölf Runden später fuhr Gabriele Tarquini (Werks-Lola) in das nach wie vor auf der Rennstrecke stehende Wrack des Livio-Autos und beschädigte seinen Wagen so stark, dass auch er ausfiel. Die beiden Sanremo-Piloten Aldo Bertuzzi und Fulvio Ballabio kollidierten in Runde 52 miteinander und fielen in der Folge aus. Aufgrund der zurückgelegten Distanz wurden sie gleichwohl gewertet.
Das Rennen gewann John Nielsen (Ralt), der von Platz drei gestartet war, vor Ivan Capelli (Genoa Racing) und Claudio Langes im March von Jordan Grand Prix. Insgesamt kamen acht Fahrer ins Ziel, zehn wurden gewertet.

## Meldeliste
| Team                | Nr. | Fahrer            | Chassis   | Motor        |
| ------------------- | --- | ----------------- | --------- | ------------ |
| Ralt                | 01  | Mike Thackwell    | Ralt RT20 | Cosworth DFV |
| Ralt                | 02  | John Nielsen      | Ralt RT20 | Cosworth DFV |
| Oreca               | 03  | Michel Ferté      | March 85B | Cosworth DFV |
| Oreca               | 04  | Pierre Chauvet    | March 85B | Cosworth DFV |
| BS Automotive       | 07  | Johnny Dumfries   | March 85B | Cosworth DFV |
| BS Automotive       | 08  | Christian Danner  | March 85B | Cosworth DFV |
| Onyx                | 09  | Emanuele Pirro    | March 85B | Cosworth DFV |
| Onyx                | 10  | Alain Ferté       | March 85B | Cosworth DFV |
| Onyx                | 30  | John Jones        | March 85B | Cosworth DFV |
| Sanremo Racing      | 13  | Aldo Bertuzzi     | March 85B | Cosworth DFV |
| Sanremo Racing      | 14  | Fulvio Ballabio   | March 85B | Cosworth DFV |
| Sanremo Racing      | 33  | Guido Daccò       | March 85B | Cosworth DFV |
| Lola Motorsport     | 15  | Alessandro Santin | Lola T950 | Cosworth DFV |
| Lola Motorsport     | 16  | Gabriele Tarquini | Lola T950 | Cosworth DFV |
| Corbari Italia      | 21  | Stefano Livio     | March 85B | Cosworth DFV |
| Corbari Italia      | 22  | Lamberto Leoni    | March 85B | Cosworth DFV |
| Eddie Jordan Racing | 25  | Claudio Langes    | March 85B | Cosworth DFV |
| Roger Cowman Racing | 26  | Slim Borgudd      | Arrows A6 | Cosworth DFV |
| Genoa Racing        | 34  | Ivan Capelli      | March 85B | Cosworth DFV |
| Eric Lang           |     | Eric Lang         | March 85B | Cosworth DFV |

## Klassifikationen

### Qualifying
Das Ergebnis des Qualifikationstraining entsprach der späteren Startaufstellung.
| Pos. | Fahrer            | Konstrukteur        |
| ---- | ----------------- | ------------------- |
| 01   | Mike Thackwell    | Ralt                |
| 02   | Ivan Capelli      | Genoa Racing        |
| 03   | John Nielsen      | Ralt                |
| 04   | Christian Danner  | BS Automotive       |
| 05   | Claudio Langes    | Eddie Jordan Racing |
| 06   | Guido Daccò       | Sanremo Racing      |
| 07   | Alain Ferté       | Onyx                |
| 08   | Johnny Dumfries   | BS Automotive       |
| 09   | Emanuele Pirro    | Onyx                |
| 10   | Alessandro Santin | Lola                |
| 11   | John Jones        | Onyx                |
| 12   | Lamberto Leoni    | Corbari Italia      |
| 13   | Stefano Livio     | Corbari Italia      |
| 14   | Michel Ferté      | Oreca               |
| 15   | Gabriele Tarquini | Lola                |
| 16   | Aldo Bertuzzi     | Sanremo Racing      |
| 17   | Fulvio Ballabio   | Sanremo Racing      |
| 18   | Eric Lang         | Eric Lang           |
| 19   | Slim Borgudd      | Roger Cowman Racing |
| 20   | Pierre Chauvet    | Oreca               |

### Rennen
| Pos. | Fahrer            | Team                | Chassis   | Runden | Zeit      | Ausfallgrund    |
| ---- | ----------------- | ------------------- | --------- | ------ | --------- | --------------- |
| 01   | John Nielsen      | Ralt                | Ralt RT20 | 58     | 1:41,29,5 |                 |
| 02   | Ivan Capelli      | Genoa Racing        | March 85B | 58     | 1:41,50,9 |                 |
| 03   | Claudio Langes    | Eddie Jordan Racing | March 85B | 58     |           |                 |
| 04   | Christian Danner  | BS Automotive       | March 85B | 58     |           |                 |
| 05   | Alain Ferté       | Onyx                | March 85B | 58     |           |                 |
| 06   | Emanuele Pirro    | Onyx                | March 85B | 57     |           |                 |
| 07   | Alessandro Santin | Lola Motorsport     | Lola T950 | 56     |           |                 |
| 08   | John Jones        | Onyx                | March 85B | 56     |           |                 |
| 09   | Fulvio Ballabio   | Sanremo Racing      | March 85B | 51     |           |                 |
| 10   | Aldo Bertuzzi     | Sanremo Racing      | March 85B | 51     |           |                 |
|      | Gabriele Tarquini | Lola Motorsport     | Lola T950 | 49     | DNF       | Unfall          |
|      | Michel Ferté      | Oreca               | March 85B | 47     | DNF       | Elektrikdefekt  |
|      | Lamberto Leoni    | Corbari Italia      | March 85B | 46     | DNF       | Bremsdefekt     |
|      | Guido Daccò       | Sanremo Racing      | March 85B | 40     | DNF       | Getriebeschaden |
|      | Eric Lang         | Eric Lang           | March 85B | 38     | DNF       | Motor           |
|      | Stefano Livio     | Corbari Italia      | March 85B | 37     | DNF       | Unfall          |
|      | Slim Borgudd      | Roger Cowman Racing | Arrows A6 | 35     | NC        |                 |
|      | Johnny Dumfries   | BS Automotive       | March 85B | 32     | DNF       | Unfall          |
|      | Pierre Chauvet    | Oreca               | March 85B | 21     | DNF       | Unfall          |
|      | Mike Thackwell    | Ralt                | March 85B |        | DNS       | Elektrik        |